# Kimberly Geist
Kimberly Geist (ur. 29 kwietnia 1987 w Allentown) – amerykańska kolarka torowa i szosowa, trzykrotna medalistka torowych mistrzostw świata.

## Kariera
Pierwszy sukces w karierze osiągnęła w 2004 roku, kiedy na torowych mistrzostwach świata juniorów zdobyła brązowy medal w indywidualnym wyścigu na dochodzenie. Wynik ten powtórzyła rok później. W 2008 roku wywalczyła swoje pierwsze mistrzostwo kraju w tej samej konkurencji. W 2015 roku zdobyła brązowy medal w wyścigu punktowym podczas torowych mistrzostw świata w Paryżu. W zawodach tych wyprzedziły ją jedynie Niemka Stephanie Pohl i Minami Uwano z Japonii. W 2017 roku reprezentacja USA w składzie: Kimberly Geist, Kelly Catlin, Chloé Dygert i Jennifer Valente zdobyła złoty medal w drużynowym wyścigu na dochodzenie na torowych mistrzostw świata w Hongkongu. W tym składzie Amerykanki zwyciężyły także na mistrzostwach świata w Apeldoorn w 2018 roku.